# Kunigunda av Österrike
Kunigunda av Österrike, född 1465, död 1520, var hertiginna av Bayern. Hon var dotter till kejsar Fredrik III och Eleonora av Portugal och gifte sig 1487 med hertig Albrekt IV av Bayern. Hon var hertiginna av Bayern-München från 1487 och från 1503 över det enade Bayern. Hon var politiskt aktiv för sina omyndiga söners räkning efter makens död 1508.

## Biografi
Kunigunda föreslogs redan 1470 som brud åt Mattias Corvinus av Ungern, men fadern avböjde förslaget. Hon presenterades officiellt vid hovet i Wien år 1480. Hertig Albrekt föreslog äktenskapet främst för att han ville ha förläningen Abensberg som hennes hemgift. Kunigunda befann sig i staden Innsbruck då den ockuperades av Bayern. Albrekt presenterade då ett dokument för henne som han falskeligen hävdade var hennes fars godkännande av äktenskapet. 
Vigseln skedde därför utan godkännande av hennes far. På grund av detta bröt fadern med paret fram till år 1492, då de slutligen försonades. Kunigunda var politiskt aktiv och agerade som stöd och talesperson för sina yngre söners rättigheter mot sin äldste son. Som politisk aktör upprätthöll hon ett tätt nätverk av kontakt med sin bror kejsar Maximilian I och andra släktingar. Hon tillbringade sina sista år i ett kloster.